# 所有接辞

## 基本となる概念
所有接辞（しょゆうせつじ）とは一部の言語で、所有者「誰々の」を表現するために名詞に付く接辞である。普通は所有者の人称や数によって決まる。言語によっては接頭辞 (例: ミゾ語、ジャプク語) もあるが、多くは接尾辞である。
所有接辞を持つ言語の例としては、ウラル語族の多くの言語（ハンガリー語、フィンランド語など）、トルコ語、アラビア語、ペルシャ語、アイヌ語などがあり、世界的には少なくない。
ウラル語族やトルコ語などの膠着語では名詞の後に格語尾（日本語の格助詞に当たる）が付くが、所有接尾辞と格語尾の順番は言語によって異なる。ハンガリー語やトルコ語では所有接尾辞の後に格語尾が付く。それに対しフィンランド語では格語尾の後に所有接尾辞が付いたような形になることもある（接尾辞が語幹と融合してはっきりしない場合もある）。
アラビア語（小辞として扱うこともある）では所有者（2・3人称）の性によっても異なる。また、その所有関係にある2者が、分離可能な結びつきであるか、それとも分離不可能な結びつきであるかによって、異なる所有接辞を付与する言語（古代日本語など）もある。
アイヌ語では体の一部など、所有者固有のものに対しては所有接頭辞・接尾辞を用い、しかもこれは必須である。